# Truskaw

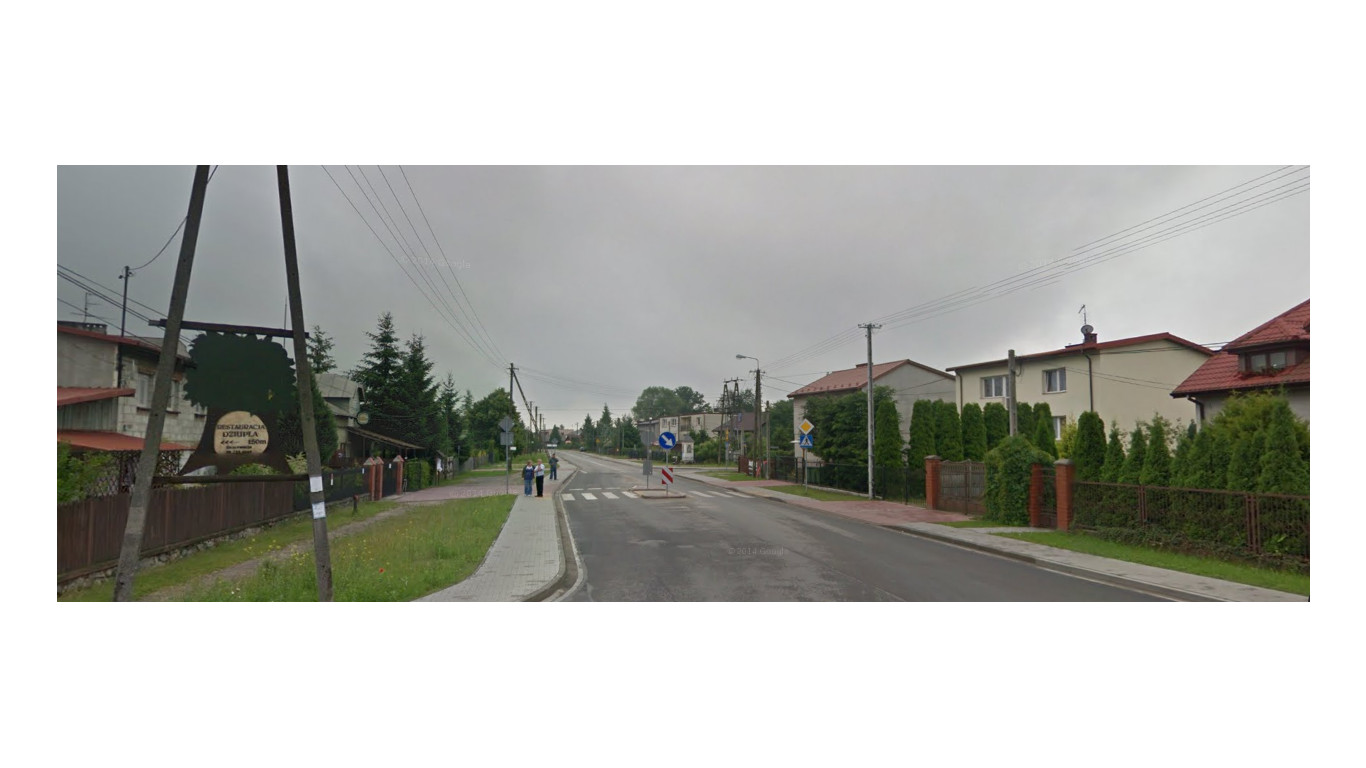

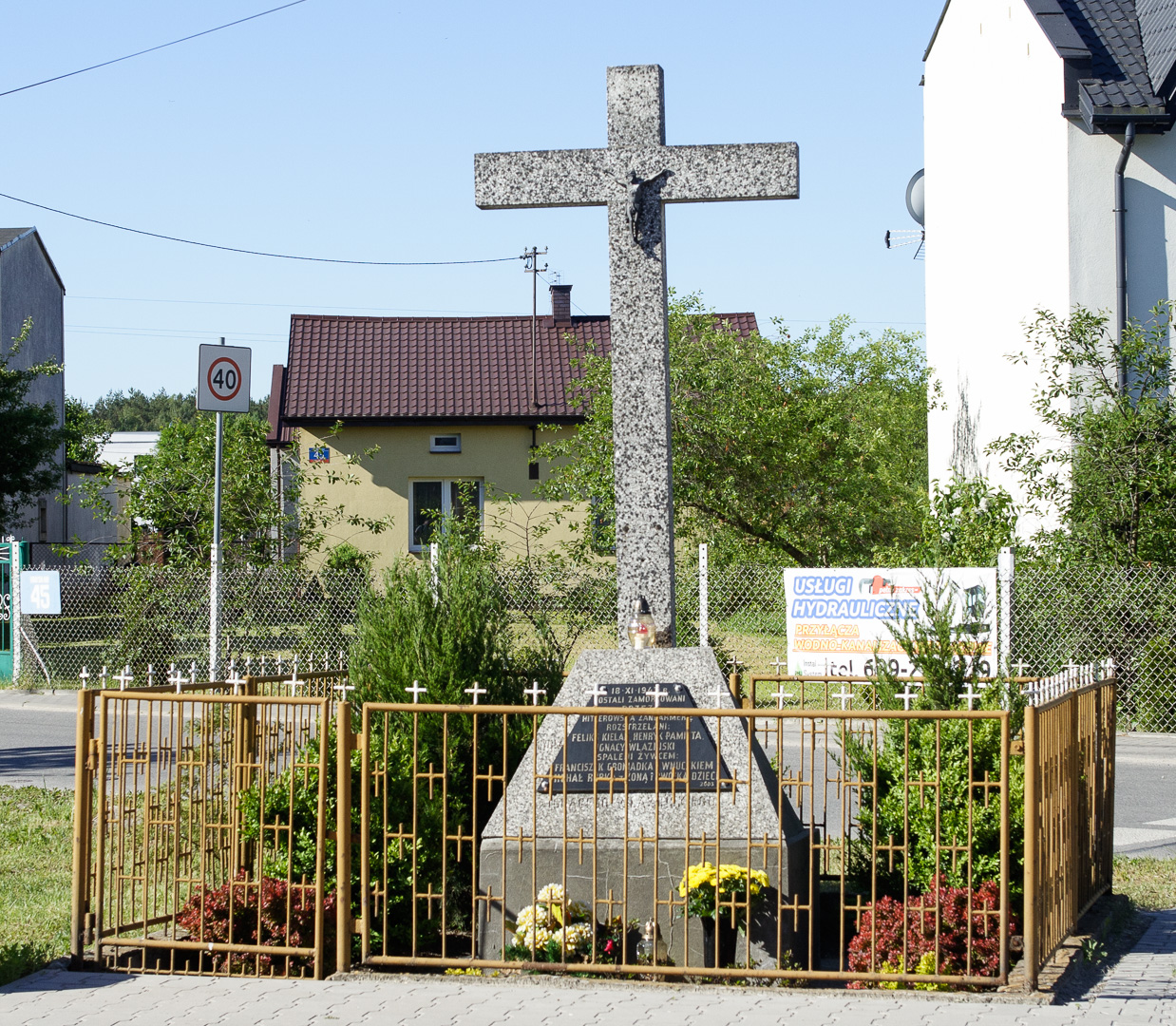
Krzyż upamiętniający bestialsko zamordowanych w 1943 roku.

Truskaw – wieś w Polsce położona w województwie mazowieckim, w powiecie warszawskim zachodnim, w gminie Izabelin. Ma status sołectwa. Leży na terenie Kampinoskiego Parku Narodowego.
W latach 1975–1998 wieś administracyjnie należała do województwa warszawskiego.
Nazwa wsi pochodzi od słowa „trusk” oznaczającego owoc runa leśnego.

## Integralne części wsi
| SIMC    | Nazwa        | Rodzaj     |
| ------- | ------------ | ---------- |
| 0009001 | Pociecha     | przysiółek |
| 1058160 | Truskaw Mały | przysiółek |

## Historia

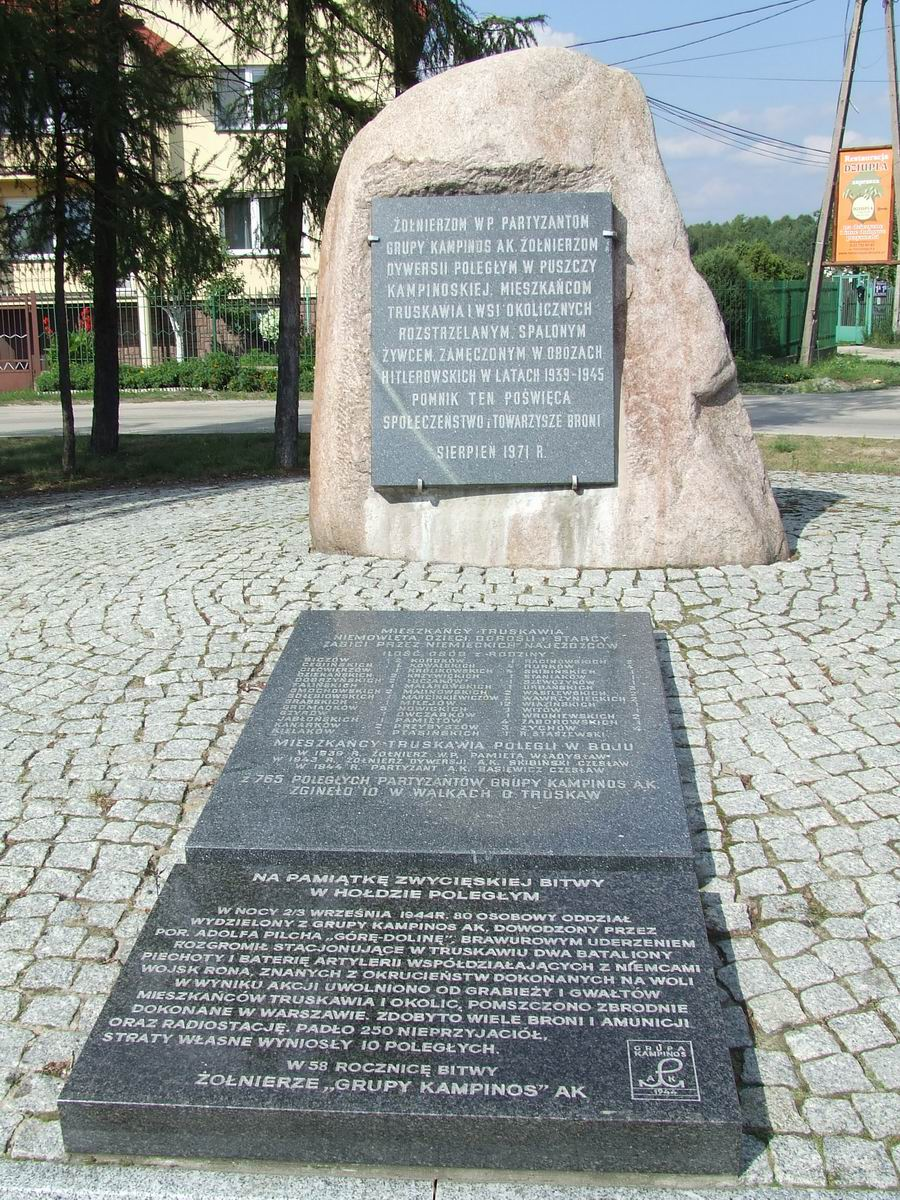
Pomnik w Truskawiu

Wieś powstała z nadania króla Władysława Jagiełły w 1419, choć we wsi są ślady archeologiczne z epoki kamienia gładzonego (ok. 5 000 lat p.n.e.). Jest to najstarsza wieś gminy i Puszczy Kampinoskiej. O Truskawiu wzmiankowano już w dokumentach z 1419. W połowie XIX wieku we wsi było 30 domostw oraz folwark. 
W trakcie powstania styczniowego 1863 była bazą powstańców, za co wieś spotkały represje ze strony władz carskich. Rozkwit wsi przypada na okres międzywojenny. 
W trakcie II wojny światowej, w 1943, hitlerowcy rozstrzelali 10 mieszkańców wsi. W nocy z 2 na 3 września 1944 oddziały AK pod dowództwem Adolfa Pilcha (ps. „Góra”, „Dolina”) dokonały pogromu stacjonujących we wsi oddziałów RONA słynących z niebywałego okrucieństwa, zabijając 250 żołnierzy wroga, przy stratach własnych 10 zabitych.
Obecnie wieś szybko się rozbudowuje, ponieważ wielu warszawiaków wybiera ją na punkt osiedlenia. We wsi znajduje się kilka sklepów spożywczo-przemysłowych, restauracja „Dziupla” i grill bar „Fat Bike” będący wypożyczalnią nart i rowerów, jedna stadnina i stajnia koni, oczyszczalnia ścieków i Gminne Przedsiębiorstwo Wodociągów i Kanalizacji i zbiornik retencyjny Mokre Łąki.

### Pociecha
Powszechnie uważana za odrębną wieś, Pociecha jest formalnie oddalonym przysiółkiem Truskawia. Stanowi znane miejsce wypadowe do Puszczy Kampinoskiej. Oprócz kilku zabudowań, znajduje się tu pomnik upamiętniający bitwę partyzantów z okupantem niemieckim i Powstańcze Oddziały Specjalne „Jerzyki”.

## Turystyka
Bardzo dobry punkt wyjściowy na szlaki piesze i rowerowe w Puszczy Kampinoskiej. Z Truskawia zaczynają swój bieg:
- szlak żółty do Zaborowa Leśnego i Leszna,
- szlak niebieski do cmentarza w Palmirach,
- szlak czarny do wsi Palmiry.

## Dojazd
Do Truskawia prowadzi droga powiatowa 4130W (ul. 3 maja) od strony Warszawy i Izabelina. Ponadto istnieje dojazd od strony Hornówka ul. Lipkowską. Samochodem od granic Warszawy podróż zajmuje ok. 10 minut.
Truskaw posiada połączenia autobusowe realizowane przez Zarząd Transportu Miejskiego w Warszawie, w tym: 
- linię zwykłą 210 do pętli Metro Młociny w Warszawie,
- linię nocną N58 do pętli Metro Młociny w Warszawie,
- linię podmiejską (lokalną uzupełniającą) L18 do Starych Babic.

## Plan miejscowości

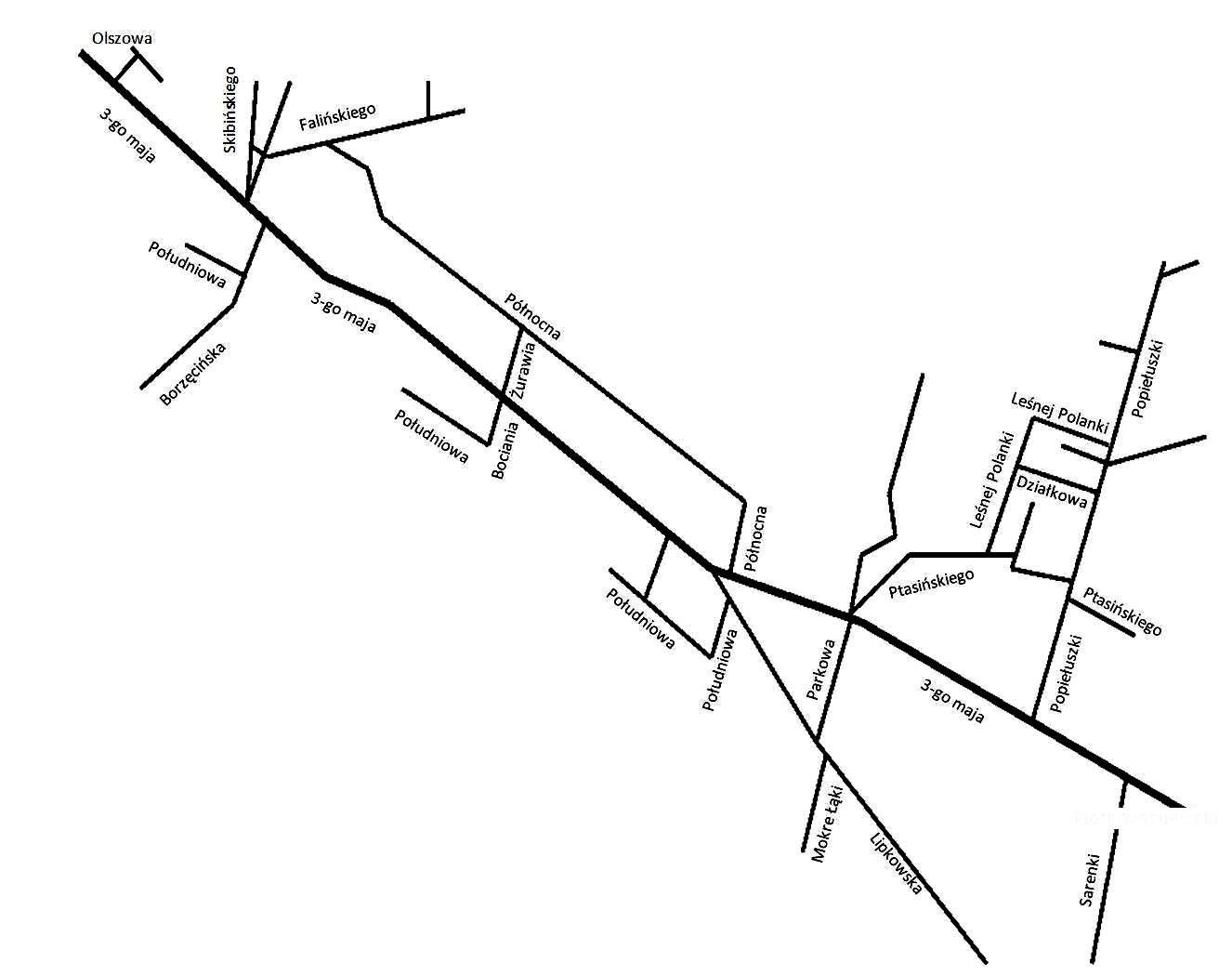
Układ ulic